# Pinacoteca civica (Fermo)
La pinacoteca di Fermo è un'istituzione civica classificata come media entità, situata al secondo piano del palazzo dei Priori, in piazza del Popolo, a Fermo.

## Le sale
Il museo si sviluppa su di un solo piano; le cinque sale prendono il nome dalle opere che vi sono esposte:
- sala di storia locale
- sala dell'arte gotica o “sala degli ori”  che raccoglie opere realizzate dal secolo XIV al secolo XV, tra cui si segnalano per la loro eccezionale importanza un polittico di Andrea da Bologna e le tavole di Jacobello del Fiore:
  - Scene della vita di Santa Lucia (c. 1410)
  - Lucia in preghiera davanti alla tomba di Sant'Agata
  - Lucia distribuisce l'elemosina
  - Lucia denunciata al giudice dal suo fidanzato
  - Lucia nelle fiamme del rogo
  - Lucia trascinata al lupanare con i buoi
  - Lucia trafitta alla gola dal pugnale del boia
  - Lucia riceve l'Eucaristia
  - Seppellimento di Santa Lucia
- sala del 600 o “sala Rubens”
- sala del rinascimento che raggruppa produzioni artistiche comprese fra i secoli XV e XVI

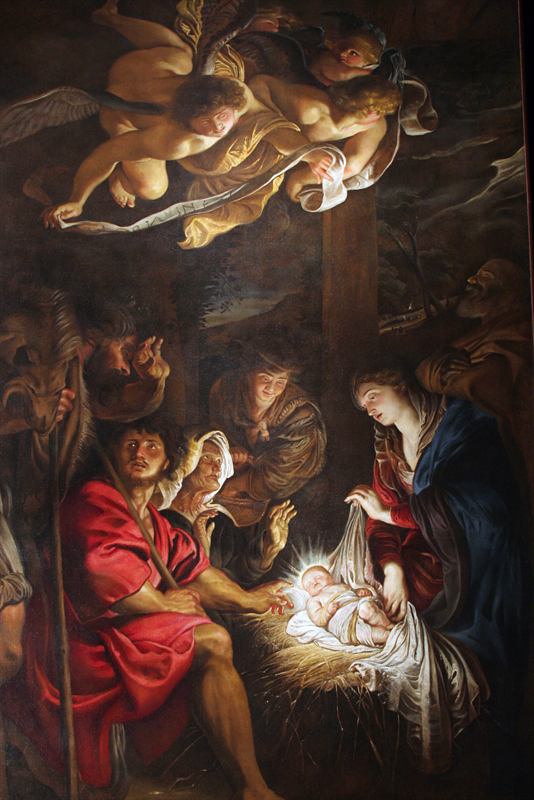
Adorazione dei pastori

- sala Andrea Boscoli.

## Sala del Mappamondo
Nel percorso museale della pinacoteca in Palazzo dei Priori è compresa anche la visita alla sala del mappamondo, che costituisce il nucleo più antico della Biblioteca Spezioli; è questa l'antica Sala delle Commedie, risalente al 1688, voluta dal cardinale Decio Azzolini juniore (1623-1689), per sistemare i libri della sua biblioteca personale e quelli di Paolo Ruffo, nobile fermano.
La sala fu progettata e costruita da Adamo Sacripante, è rivestita interamente in legno con una scaffalatura in noce e un soffitto a cassettoni in legno di abete.
Oltre ai libri appartenenti alla biblioteca, circa sedicimila volumi, prevalentemente del XVI secolo, provenienti in gran parte dalla donazione Romolo Spezioli (1705), medico fermano di fiducia della regina Cristina di Svezia a Roma, è collocato anche il mappamondo  disegnato dal cosmografo della Serenissima, l'abate Amanzio Moroncelli di Fabriano, nel 1713.
La struttura interna del globo, opera di Filippantonio Morrone (1652-1725), dottore in legge e arciprete di Fermo, è lignea, con un asse in ferro, mentre all'esterno il rivestimento è in carta reale di Fabriano. Il mappamondo, ritenuto dai competenti di una grande importanza scientifica, fu custodito nell'abitazione dei Conti Morrone Mozzi fino agli scorci del secolo XVIII. Giuseppe Ignazio Morrone Mozzi nel 1782 ne fece dono al Comune di Fermo, perché si esponesse nella pubblica Biblioteca. La Magistratura cittadina, con atto del 25 giugno di detto anno, deliberava di ringraziare il Morrone Mozzi del graditissimo e prezioso dono del "celebre Mappamondo" e provvedeva per il trasporto non facile dello stesso, dandone incarico all'Ingegnere Pietro Augustoni e destinando la somma di 25 scudi per le spese occorrenti.